# Festes de l'os als Pirineus
Les festes de l'ós del Pirineu, també anomenades balls de l'Os, o balls de l'Ossa a Andorra, són unes festes tradicionals que és poden trobar en algunes poblacions dels Pirineus i altres llocs de muntanya. Són representacions relacionades amb l'època d'hibernació d'aquest animal i amb la dimensió mitològica que encarna, símbol de la relació de la humanitat amb la natura. Totes les festes se celebren en moments i llocs especials, i transmeten una visió del món que s'arrela en el passat, però que és interpretada des del present.
A Andorra, les representacions s'emmarquen en el cicle festiu d'hivern: el Ball de l'Ossa és un dels actes centrals del carnaval d'Encamp, un dels més populars del país, mentre que L'Última ossa d'Ordino se celebra a principis de desembre.
Altres indrets dels Pirineus amb celebracions es troben en l'os del Vallespir. Una persona disfressada d'ossa és el personatge principal de les dues representacions andorranes, que en un to burlesc i crític busquen la complicitat del públic. Alguns trets de les festes andorranes guarden relació amb les celebracions de l'os del Vallespir. A l'Alt Vallespir, els pobles d'Arlès, Prats de Molló i Sant Llorenç de Cerdans organitzen les festes de l'os des de temps immemorials.
Aquestes celebracions populars també s'emmarquen en el cicle festiu carnavalesc i tenen elements comuns i singulars. L'os mig home i mig bèstia és el personatge central de totes les representacions, tant andorranes i nordcatalanes i, sens dubte, evoca les societats rurals de muntanya.

## Patrimoni Cultural Immaterial
El novembre de 2022 les Festes de l’Ós del Pirineu van obtenir el reconeixement com a Patrimoni Cultural Immaterial de la Humanitat per la UNESCO. El Comitè Intergovernamental del Patrimoni Cultural Immaterial d’aquest organisme, que es reuneix durant aquesta setmana a Rabat, al Marroc, va avalar la candidatura promoguda pels governs d’Andorra i de l'estat francès. Segons el govern andorrà, la decisió de la UNESCO és el reconeixement internacional d’una expressió del patrimoni cultural immaterial del Pirineu i, a la vegada, requerirà aplicar mesures de salvaguarda amb el paper actiu de les institucions i, molt especialment, dels qui s'encarreguen de materialitzar, difondre i transmetre la festa a les generacions més joves.